# Madeleine Marion
Madeleine Marion, née Madeleine Augustine Doriot le 23 avril 1929 à Paris et morte le 10 mars 2010 dans la même ville, est une actrice française, pensionnaire de la Comédie-Française, pédagogue et metteur en scène, ancienne élève du Conservatoire national d'art dramatique dans la classe de Béatrix Dussane.

## Biographie
Fille de Jacques Doriot, l'ancien chef communiste passé au fascisme et à la collaboration avec le nazisme, elle porta ce secret douloureusement toute sa vie.
Elle est l'élève de Béatrix Dussane au Conservatoire national. Sa carrière est notamment liée à celle du metteur en scène Antoine Vitez, qui lui fait jouer la Bérénice de Racine ou Doña Honoria et la religieuse dans Le Soulier de satin. Elle-même enseigne au Conservatoire.
Elle meurt à l'âge de 80 ans le 10 mars 2010 à Paris, et est inhumée au columbarium du cimetière du Père-Lachaise (division 87, case n° 20 105).

### Pédagogie
- École de Chaillot (direction Antoine Vitez et direction Jérôme Savary)
- École de Saint-Étienne (direction Jean-Yves Lazennec et Prosper Diss)
- École de la Comédie de Reims (direction Christian Schiaretti)
- École de la Manufacture de Lausanne (direction Yves Beaunesne)
- École de Rennes (direction Christian Colin)
- École du Théâtre de Nanterre-Amandiers (direction Pierre Romans et Patrice Chéreau)
- 1988 - 1996 : Conservatoire national supérieur d'art dramatique

## Théâtre

### Comédie-Française
- Entrée à la Comédie-Française le 1er septembre 2002
- 2002 : Extermination du peuple de Werner Schwab, mise en scène Philippe Adrien, Théâtre du Vieux-Colombier
- 2004 : Le Grand Théâtre du monde suivi du Le Procès en séparation de l’âme et du corps de Pedro Calderón de la Barca, mise en scène Christian Schiaretti
- 2004 : Le Privilège des chemins de Fernando Pessoa, mise en scène Éric Génovèse, Studio-Théâtre
- 2004 : Les Fables de La Fontaine, mise en scène Bob Wilson
- 2005 : Les Bacchantes d'Euripide, mise en scène André Wilms
- 2007 : Les Temps difficiles d'Édouard Bourdet, mise en scène Jean-Claude Berutti, Théâtre du Vieux-Colombier
- 2008 : Yerma de Federico García Lorca, mise en scène Vicente Pradal, Théâtre du Vieux-Colombier
- 2008 : Le Voyage de monsieur Perrichon d'Eugène Labiche, mise en scène Julie Brochen, Théâtre du Vieux-Colombier

### Hors Comédie-Française
- Électre de Sophocle, mise en scène Maurice Guillaud
- L'Échange de Paul Claudel, mise en scène Maurice Jacquemont
- La Jeune Fille Violaine de Paul Claudel, mise en scène Maurice Jacquemont
- L'Annonce faite à Marie de Paul Claudel, mise en scène Daniel Leveugle
- 1955 : L'Orestie d'Eschyle, mise en scène Jean-Louis Barrault, Festival de Bordeaux, Théâtre Marigny
- 1956 : Phédre de Racine, mise en scène Roland Monod, Théâtre Grignan Marseille
- 1957 : Phèdre de Racine, mise en scène Roland Monod, Studio des Champs-Élysées
- 1958 : Partage de midi de Paul Claudel, mise en scène Roland Monod, Festival de Cassis
- 1958 : Le Soulier de satin de Paul Claudel, mise en scène Jean-Louis Barrault, Théâtre du Palais-Royal
- 1960 : Les Trois Sœurs d'Anton Tchekhov, mise en scène Sacha Pitoëff, Théâtre de l'Alliance française
- 1960 : Édouard II de Christopher Marlowe, mise en scène Roger Planchon, Chorégies d'Orange, Festival de Baalbeck
- 1960 : Hamlet de William Shakespeare, mise en scène Philippe Dauchez et Maurice Jacquemont, Théâtre des Champs-Élysées
- 1961 : Édouard II de Christopher Marlowe, mise en scène Roger Planchon, Théâtre de la Cité de Villeurbanne, Théâtre des Champs-Élysées
- 1962 : Le Pain dur de Paul Claudel, mise en scène Bernard Jenny, Théâtre du Vieux-Colombier
- 1963 : Les Passions contraires de Georges Soria, mise en scène Georges Vitaly, Théâtre La Bruyère
- 1966 : La Drôlesse de Pierre Fabre et Sylvain Itkine, mise en scène René Jauneau, Maison de la Culture de Bourges
- 1970 : La Mouette d'Anton Tchekhov, mise en scène Antoine Vitez, Théâtre du Midi Carcassonne, tournée
- 1972 : Le Misanthrope de Molière, mise en scène Jean Négroni, Maison des arts et de la culture de Créteil
- 1972 : Les Justes d'Albert Camus, mise en scène Jean Négroni, Maison des arts et de la culture de Créteil
- 1972 : Cet animal étrange de Gabriel Arout, mise en scène Jean Négroni, Théâtre La Bruyère
- 1974 : Qui rapportera ces paroles ? de Charlotte Delbo, mise en scène François Darbon
- 1975 : Les Deux Orphelines d'Adolphe d'Ennery et Eugène Cormon, mise en scène Jean-Louis Martin-Barbaz, Maison de la Culture André Malraux Reims, Théâtre national de Chaillot
- 1975 : Dom Juan de Molière, mise en scène Arlette Téphany
- 1980 : Bérénice de Racine, mise en scène Antoine Vitez, Théâtre Nanterre-Amandiers, Nouveau Théâtre de Nice
- 1981 : Les Amis d'Arnold Wesker, mise en scène Yves Gasc, Théâtre du Lucernaire
- 1982 : Hippolyte de Robert Garnier, mise en scène Antoine Vitez, Théâtre national de Chaillot
- 1983 : Hamlet de William Shakespeare, mise en scène Antoine Vitez, Théâtre national de Chaillot
- 1983 : Tonio Kröger de Thomas Mann, mise en scène Pierre Romans, Théâtre Nanterre-Amandiers
- 1986 : Regarde, regarde de tous tes yeux de Danièle Sallenave, mise en scène Brigitte Jaques, Petit Odéon
- 1987 : Titus Andronicus de William Shakespeare, mise en scène Michel Dubois, Comédie de Caen, Théâtre national de Chaillot
- 1987 : Le Soulier de satin de Paul Claudel, mise en scène Antoine Vitez, Festival d'Avignon, Théâtre national de Chaillot
- 1988 : La Cerisaie d'Anton Tchekhov, mise en scène Philippe Froger
- 1989 : Horace de Corneille, mise en scène Brigitte Jaques, Théâtre national de Chaillot
- 1989 : Les Revenants d'Henrik Ibsen, mise en scène Jean-Claude Buchard
- 1991 : Médée d'Euripide, mise en scène Christian Schiaretti, Comédie de Reims
- 1991 : Fantasio d’Alfred de Musset, mise en scène Jean-Pierre Vincent, Théâtre Nanterre-Amandiers, TNP Villeurbanne
- 1991 : Les Caprices de Marianne d’Alfred de Musset, mise en scène Jean-Pierre Vincent, Théâtre Nanterre-Amandiers, TNP Villeurbanne
- 1993 : On ne badine pas avec l'amour d’Alfred de Musset, mise en scène Jean-Pierre Vincent, Théâtre Nanterre-Amandiers, Théâtre de Nice
- 1994 : Le Tartuffe de Molière, mise en scène Jacques Weber, Théâtre Antoine
- 1995 : Le Tartuffe de Molière, mise en scène Jacques Weber, Théâtre de Nice, Théâtre des Célestins
- 1997 : Poèmes d'Antoine Vitez, lecture Festival d'Avignon
- 1997 : J’étais dans ma maison et j’attendais que la pluie vienne de Jean-Luc Lagarce, mise en scène Stanislas Nordey, Théâtre Ouvert
- 1998 : Penthésilée d'Heinrich von Kleist, mise en scène Julie Brochen, Théâtre de la Bastille
- 2000 : Lorenzaccio d’Alfred de Musset, mise en scène Jean-Pierre Vincent, Festival d’Avignon, Théâtre Nanterre-Amandiers, Théâtre des Treize Vents
- 2002 : Quai Ouest de Bernard-Marie Koltès, mise en scène Théâtre national de Strasbourg, Théâtre national de Toulouse Midi-Pyrénées, Théâtre de la Ville, Théâtre des Treize Vents

### Mise en scène
- Agatha de Marguerite Duras
- La Clé de l’ascenseur d'Agota Kristof
- La cantate à trois voix de Paul Claudel
- Egaré dans les plis de l'obéissance au vent de Victor Hugo, Petit Odéon, avec Redjep Mitrovitsa, assistant Gilles Pandel

## Filmographie
- 1956 : Des hommes qui ont perdu racine de Marcel Hanoun (court métrage) : narratrice
- 1959 :
  - Macbeth de Claude Barma (TV) : 2e sorcière
  - Le Testament du docteur Cordelier de Jean Renoir
  - Une simple histoire de Marcel Hanoun
- 1961 :
  - Hernani de Jean Kerchbron (TV) : Dona Sol
  - Le Testament du docteur Cordelier de Jean Renoir
- 1964 : Déclic et des claques de Philippe Clair
- 1966 : Équivoque 1900 court métrage documentaire de Monique Lepeuve
- 1967 : Une femme douce de Robert Bresson
- 1979 : Médecins de nuit de Nicolas Ribowski , épisode : Disco (série télévisée)
- 1986 :
  - L'État de grâce de Jacques Rouffio
  - Poker de Catherine Corsini
- 1985 : Le Soulier de satin de Manoel de Oliveira
- 1988 : Cinéma de Philippe Lefebvre (TV)
- 1990 : Cyrano de Bergerac de Jean-Paul Rappeneau
- 1994 : La Vie de Marianne de Benoît Jacquot (TV)
- 1998 : Papa est monté au ciel de Jacques Renard (TV)
- 2007 : Robert Wilson et Amira Casar documentaire de Mathilde Bonnefoy (TV)